# 海登·肖
海登·肖（英語：Hayden Shaw，1980年8月31日—），新西兰男子曲棍球运动员。他曾代表新西兰国家队参加2002年、2006年和2010年英联邦运动会曲棍球比赛，获得一枚银牌和一枚铜牌。